# Temnothorax nassonovi
Муравей Насонова (лат. Temnothorax nassonovi) — вид мелких муравьёв трибы Crematogastrini из подсемейства Myrmicinae семейства Formicidae. Степная Палеарктика от Прикаспия до Тихого океана. Восточная Украина, южная Россия (Поволжье, южный Урал, южная Сибирь, Дальний Восток), Монголия, Корея, Китай. Мелкие желтовато-бурые муравьи (рабочие 2—3 мм, самки около 5 мм). Проподеальные шипики на заднегруди развиты. Стебелёк между грудкой и брюшком состоит из двух члеников: петиолюса и постпетиолюса (последний чётко отделён от брюшка), жало развито, куколки голые (без кокона). Гемиксерофил, обитает в степях и на сухих лугах. Муравейники в земле и под камнями. Назван в честь академика Николая Викторовича Насонова, который в 1890 году защитил докторскую диссертацию на тему «Материалы по естественной истории муравьёв».